# گیبل استیوسون
گیبل استیوسون (به انگلیسی: Gable Steveson؛ زادهٔ ۳۱ مهٔ ۲۰۰۰) کشتی‌گیر اهل ایالات متحده آمریکا در دستهٔ فوق سنگین کشتی آزاد است. استیوسن برندهٔ مدال طلای المپیک ۲۰۲۰ توکیو و نیز قهرمان مسابقات قهرمانی پان امریکن در ۲۰۲۱ است.

## فعالیت حرفه‌ای

### المپیک ۲۰۲۰ توکیو
گیبل استیسون در المپیک ۲۰۲۰ توکیو در وزن ۱۲۵ کیلوگرم کشتی آزاد حاضر بود.او در دور اول آیال لازارف از قرقیزستان را در تایم اول با نتیجه ۱۰ بر صفر شکست داد،در دور بعد حریف او طاها آکگل کشتی گیر قدرتمند و عنوان دار جهان و المپیک از ترکیه بود که توانست ۸ بر صفر او را شکست بدهد و خالق یکی از بزرگترین شگفتی های این مسابقات شود. در نیمه نهایی حریف او کشتی گیر از مغولستان بود که با نتیجه ۵ بر صفر برد و به فینال رسید.در فینال حریف او گنو پتریاشویلی قهرمان سه ساله جهان از گرجستان بود که در یک کشتی بسیار زیبا و پر امتیاز در ۲ ثانیه به اتمام کشتی گیبل استیسون موفق شد ۲ امتیاز کسب کند و با نتیجه ۱۰بر ۸ گنو پتریاشویلی را شکست دهد و صاحب مدال طلای سنگین وزن در المپیک شود.

## ورود به سازمان WWE
در تاریخ ۲۲ اوت ۲۰۲۱ گیبل استیوسون  با وینس مک من بنیانگذار و مدیر فعلی سازمان WWE  دیدار کرد و با انتشار پستی در اینستاگرام رسما اعلام کرد که بعد از قهرمانی در المپیک ۲۰۲۰ توکیو  در رشته کشتی آزاد  دیگر در این رشته رقابت نخواهد کرد و وارد رشته ای  کشتی کج خواهد شد.البته او گفته که در مسابقات ۲۰۲۴ و۲۰۲۸ المپیک شرکت خواهد کرد 
او در مسابقات قهرمانی جهان ۲۰۲۳ در انتخابی تیم ملی آمریکا انتخاب شد اما انصراف داد و بجای او پاریس دیگر کشتی گیر امریکا اعزام بلگراد شد